# Шуи (Эна)
Шуи́ (фр. Chouy) — коммуна во Франции, находится в регионе Пикардия. Департамент коммуны — Эна. Входит в состав кантона Виллер-Котре. Округ коммуны — Суасон.
Код INSEE коммуны — 02192.

## Население
Население коммуны на 2010 год составляло 395 человек.
| 1962 | 1968 | 1975 | 1982 | 1990 | 1999 | 2010 |
| ---- | ---- | ---- | ---- | ---- | ---- | ---- |
| 361  | 306  | 278  | 239  | 269  | 318  | 395  |

## Экономика
В 2010 году среди 268 человек трудоспособного возраста (15—64 лет) 200 были экономически активными, 68 — неактивными (показатель активности — 74,6 %, в 1999 году было 71,7 %). Из 200 активных жителей работали 176 человек (103 мужчины и 73 женщины), безработных было 24 (10 мужчин и 14 женщин). Среди 68 неактивных 22 человека были учениками или студентами, 16 — пенсионерами, 30 были неактивными по другим причинам.